# دیر ریور (مینه‌سوتا)
دیر ریور، مینه‌سوتا (به انگلیسی: Deer River, Minnesota) یک شهر در ایالات متحده آمریکا است که در مینه‌سوتا واقع شده‌است.

## خصوصیات
دیر ریور ۳٫۳۴ کیلومترمربع مساحت و ۹۳۰ نفر جمعیت دارد و ۳۹۴ متر بالاتر از سطح دریا واقع شده‌است.